# Předboř (Libřice)
Předboř je zaniklá vesnice, která se nalézala na katastru obce Libřice v okrese Hradec Králové, pravděpodobně někde nedaleko od rovněž zaniklé obce Kalthaus.

## Historie
O obci Předboř se zachovala pouze jedna písemná zpráva konstatující, že obec patřila k panství 
Smiřice a v roce 1500 byla pustá. Zanikla pravděpodobně během husitských válek.